# Снарк Блануші
Снарк Блануші — 3-регулярний граф з 18 вершинами і 27 ребрами. Існують два таких графи. Обидва ці графи знайшов у 1946 році югославський математик Данило Блануші, на честь якого вони й названі. На той час був відомий лише один снарк — граф Петерсена.
Як і всі снарки, снарки Блануші є зв'язними кубічними графами без мостів з хроматичним індексом 4. Обидва мають хроматичне число 3, діаметр 4 і обхват 5. Вони негамільтонові, але гіпогамільтонові.

## Алгебраїчні властивості
Група автоморфізмів першого Снарка Блануші має порядок 8 і ізоморфна діедральній групі {\displaystyle D_{4}} — групі симетрії квадрата.
Група автоморфізмів другого Снарка Блануші є абелевою групою близько 4 і ізоморфна 4-групі Клейна — прямим твором циклічної групи {\displaystyle \mathbb {Z} /2\mathbb {Z} } на себе.
Характеристичні многочлени першого і другого снарка Блануші:
{\displaystyle (x-3)(x-1)^{3}(x+1)(x+2)(x^{4}+x^{3}-7x^{2}-5x+6)(x^{4}+x^{3}-5x^{2}-3x+4)^{2}\ },
{\displaystyle (x-3)(x-1)^{3}(x^{3}+2x^{2}-3x-5)(x^{3}+2x^{2}-x-1)(x^{4}+x^{3}-7x^{2}-6x+7)(x^{4}+x^{3}-5x^{2}-4x+3)}.

## Узагальнені снарки Блануші
Існують узагальнення першого і другого снарка Блануші до двох нескінченних родин снарка порядку {\displaystyle 8n+10}, які позначаються {\displaystyle B_{n}^{1}} и {\displaystyle B_{n}^{2}}. Снарк Блануші є найменшими членами цих двох сімейств.
У 2007 Мазак (J. Mazak) довів, що циклової хроматичний індекс узагальнених снарка Блануші {\displaystyle B_{n}^{1}} дорівнює {\displaystyle 3+{\frac {2}{n}}}.
У 2008 Геблех (M. Ghebleh) довів, що циклової хроматичний індекс узагальнених снарка Блануші {\displaystyle B_{n}^{2}} дорівнює {\displaystyle 3+{\frac {1}{\lfloor 1+3n/2\rfloor }}}.

## Галерея

Хроматичне число першого снарка Блануші дорівнює 3.
Хроматичний індекс першого снарка Блануші дорівнює 4.
Хроматичний індекс другого снарка Блануші дорівнює 3.
Хроматичний індекс другого снарка Блануші дорівнює 4.